# Пайні (Оклахома)
Пайні (англ. Piney) — переписна місцевість (CDP) в США, в окрузі Адер штату Оклахома. Населення — 101 особа (2020).

## Географія
Пайні розташоване за координатами 35°53′25″ пн. ш. 94°33′21″ зх. д. / 35.89028° пн. ш. 94.55583° зх. д. (35.890189, -94.555899).  За даними Бюро перепису населення США в 2010 році переписна місцевість мала площу 11,86 км², з яких 11,70 км² — суходіл та 0,16 км² — водойми.

## Демографія
Згідно з переписом 2010 року, у переписній місцевості мешкало 115 осіб у 39 домогосподарствах у складі 33 родин. Густота населення становила 10 осіб/км².  Було 42 помешкання (4/км²).
Расовий склад населення:
| - 53,9 % — білих - 38,3 % — корінних американців |

До двох чи більше рас належало 7,8 %. Частка іспаномовних становила 0,0 % від усіх жителів.
За віковим діапазоном населення розподілялося таким чином: 20,9 % — особи молодші 18 років, 67,8 % — особи у віці 18—64 років, 11,3 % — особи у віці 65 років та старші. Медіана віку мешканця становила 36,8 року. На 100 осіб жіночої статі у переписній місцевості припадало 117,0 чоловіків;  на 100 жінок у віці від 18 років та старших — 97,8 чоловіків також старших 18 років.
Середній дохід на одне домашнє господарство  становив 75 699 доларів США (медіана — 77 292), а середній дохід на одну сім'ю — 83 729 доларів (медіана — 100 478). За межею бідності перебувало 4,3 % осіб, у тому числі 0,0 % дітей у віці до 18 років та 31,3 % осіб у віці 65 років та старших.
Цивільне працевлаштоване населення становило 95 осіб. Основні галузі зайнятості: освіта, охорона здоров'я та соціальна допомога — 72,6 %, виробництво — 12,6 %, публічна адміністрація — 8,4 %, роздрібна торгівля — 6,3 %.